# Happy Together (album des Turtles)
Pour les articles homonymes, voir Happy Together.
Albums de The Turtles
You Baby
(1966) The Turtles Present the Battle of the Bands
(1968)
Happy Together est le troisième album du groupe de rock américain The Turtles, sorti en 1967. La chanson éponyme, sortie en single deux mois plus tôt, est le plus grand succès du groupe (no 1 aux États-Unis pendant trois semaines).

## Titres

### Face 1
1. Makin' My Mind Up (Jack Dalton, Gary Montgomery) – 2:16
2. Guide for the Married Man (John Williams, Leslie Bricusse) – 2:44
3. Think I'll Run Away (Howard Kaylan, Mark Volman) – 2:31
4. The Walking Song (Howard Kaylan, Al Nichol) – 2:44
5. Me About You (Garry Bonner, Alan Gordon) – 2:32
6. Happy Together (Garry Bonner, Alan Gordon) – 2:56

### Face 2
1. She'd Rather Be With Me (Garry Bonner, Alan Gordon) – 2:21
2. Too Young to Be One (Eric Eisner) – 2:00
3. Person Without a Care (Al Nichol) – 2:25
4. Like the Seasons (Warren Zevon) – 1:56
5. Rugs of Woods and Flowers (Howard Kaylan, Al Nichol) – 3:05

## Musiciens
- John Barbata : batterie
- Chip Douglas : basse
- Howard Kaylan : claviers, chant
- Al Nichol : guitare, basse, claviers, chant
- Jim Pons : basse, chant
- Chuck Portz : basse
- Jim Tucker : guitare rythmique
- Mark Volman : guitare, chant